# Haeromys pusillus
Haeromys pusillus — вид гризунів родини мишевих (Muridae). Зустрічається на острові Борнео і в регіоні Палаван (Філіппіни). Його природне місце проживання — субтропічні або тропічні сухі ліси.

## Морфологічна характеристика
Це дрібний гризун з довжиною голови й тулуба від 70 до 78 мм, довжиною хвоста від 120 до 133 мм, довжиною лапи від 19 до 21 мм, довжиною вух від 15 до 16 мм і вагою до 15 грамів. Шерсть довга і м'яка. Верх червонуватий, більш тьмяний на спині і яскравіший на боках, а черевні частини білі, з сірими основами волосся. Задня частина ніг коричнева, а пальці білі. Вуха середнього розміру. Хвіст набагато довший за голову й тулуб, рівномірно коричневий, покритий дрібним волоссям і має 23–25 кілець лусочок на сантиметр.

## Поведінка
Це деревний вид. Харчується фруктами.